# 千葉県県民栄誉賞
千葉県県民栄誉賞（ちばけんけんみんえいよしょう）は、広く県民に敬愛され、社会に明るい希望と活力を与えると同時に千葉県の名を高めることに顕著な功績のあったものについて、その栄誉をたたえ、授与される制度のこと。1988年（昭和63年）10月1日に表彰規則が制定された。
ここでは県民栄誉賞に匹敵する功績があった場合に授与される千葉県知事特別賞（ちばけんちじとくべつしょう）についても併せて述べる。

## 受賞者一覧
出典について、特記事項が無い場合は千葉県の公式サイト「千葉県県民栄誉賞」に基づいて記載する。

### 千葉県県民栄誉賞
| 受賞日                     | 氏名                 | 受賞理由                                             | 千葉県との関係（受賞当時）                 |
| -------------------------- | -------------------- | ---------------------------------------------------- | ------------------------------------------ |
| 1988年（昭和63年）10月13日 | 鈴木大地             | 1988年ソウルオリンピックにて金メダルを獲得           | 習志野市出身及び順天堂大学在学             |
| 1996年（平成8年）10月7日   | 荒井のり子           | 1996年アトランタパラリンピックにて金・銀メダルを獲得 | 銚子養護学校卒業及び飯岡町在住             |
| 2000年（平成12年）11月13日 | 高橋尚子             | 2000年シドニーオリンピックにて金メダルを獲得         | 佐倉市在住及び在勤                         |
| 2004年（平成16年）10月12日 | 室伏広治             | 2004年アテネオリンピックにて金メダルを獲得           | 成田高等学校卒業                           |
| 2004年（平成16年）10月21日 | 米田功               | 2004年アテネオリンピックにて金・銅メダルを獲得       | 順天堂大学卒業                             |
| 2004年（平成16年）10月21日 | 鹿島丈博             | 2004年アテネオリンピックにて金・銅メダルを獲得       | 順天堂大学大学院在学                       |
| 2004年（平成16年）10月21日 | 冨田洋之             | 2004年アテネオリンピックにて金・銀メダルを獲得       | 順天堂大学大学院在学                       |
| 2004年（平成16年）10月21日 | 国枝慎吾             | 2004年アテネパラリンピックにて金メダルを獲得         | 麗澤大学在学及び柏市在住                   |
| 2004年（平成16年）12月21日 | 齋田悟司             | 2004年アテネパラリンピックにて金メダルを獲得         | 柏市在住及び在勤                           |
| 2005年（平成17年）11月20日 | 千葉ロッテマリーンズ | 2005年の日本プロ野球において三冠を獲得               | 県内の球団                                 |
| 2008年（平成20年）11月12日 | 峰幸代               | 2008年北京オリンピックにて金メダルを獲得             | 木更津総合高等学校卒業                     |
| 2010年（平成22年）7月6日   | 山崎直子             | スペースシャトル「ディスカバリー号」に搭乗           | 松戸市出身                                 |
| 2011年（平成23年）8月4日   | 丸山桂里奈           | 2011 FIFA女子ワールドカップにて金メダルを獲得        | ジェフユナイテッド市原・千葉レディース所属 |
| 2011年（平成23年）8月17日  | 宮間あや             | 2011 FIFA女子ワールドカップにて金メダルを獲得        | 大網白里町出身及び幕張総合高等学校卒業     |
| 2012年（平成24年）10月16日 | 田中康大             | 2012年ロンドンパラリンピックにて金メダルを獲得       | 千葉市出身及び在住                         |
| 2013年（平成25年）5月31日  | 長嶋茂雄             | プロ野球を国民的スポーツに発展                       | 佐倉市出身                                 |
| 2016年（平成28年）10月17日 | 加藤凌平             | 2016年リオデジャネイロオリンピックにて金メダルを獲得 | 順天堂大学卒業                             |
| 2016年（平成28年）10月17日 | 田中佑典             | 2016年リオデジャネイロオリンピックにて金メダルを獲得 | 順天堂大学卒業                             |
| 2016年（平成28年）10月17日 | ベイカー茉秋         | 2016年リオデジャネイロオリンピックにて金メダルを獲得 | 東海大学付属浦安高等学校卒業               |
| 2021年（令和3年）11月13日  | 市口侑果             | 2020年東京オリンピックにて金メダルを獲得             | 木更津総合高等学校卒業                     |
| 2021年（令和3年）11月13日  | ウルフ・アロン       | 2020年東京オリンピックにて金・銀メダルを獲得         | 東海大学付属浦安高等学校卒業               |
| 2021年（令和3年）11月13日  | 近藤健介             | 2020年東京オリンピックにて金メダルを獲得             | 千葉市出身                                 |
| 2021年（令和3年）11月13日  | 須﨑優衣             | 2020年東京オリンピックにて金メダルを獲得             | 松戸市出身                                 |
| 2021年（令和3年）11月13日  | 橋本大輝             | 2020年東京オリンピックにて金・銀メダルを獲得         | 成田市出身及び順天堂大学在学               |
| 2021年（令和3年）11月13日  | 里見紗李奈           | 2020年東京パラリンピックにて金メダルを獲得           | 八街市出身及び在住、千城台高等学校卒業     |
| 2021年（令和3年）11月13日  | 鈴木孝幸             | 2020年東京パラリンピックにて金・銀・銅メダルを獲得   | 浦安市在住                                 |
| 2024年（令和6年）10月21日  | 角田夏実             | 2024年パリオリンピックにて金・銀メダルを獲得         | 八千代市出身                               |
| 2024年（令和6年）10月21日  | 萱和磨               | 2024年パリオリンピックにて金メダルを獲得             | 千葉市出身                                 |
| 2024年（令和6年）10月21日  | 谷川航               | 2024年パリオリンピックにて金メダルを獲得             | 船橋市出身                                 |
| 2024年（令和6年）10月21日  | 池崎大輔             | 2024年パリパラリンピックにて金メダルを獲得           | 浦安市在住                                 |
| 2024年（令和6年）10月21日  | 羽賀理之             | 2024年パリパラリンピックにて金メダルを獲得           | 松戸市出身                                 |
| 2024年（令和6年）10月21日  | 佐野優人             | 2024年パリパラリンピックにて金メダルを獲得           | 順天堂大学出身                             |

### 千葉県知事特別賞
| 受賞日                     | 氏名                             | 受賞理由                                                                         | 千葉県との関係（受賞当時）                       |
| -------------------------- | -------------------------------- | -------------------------------------------------------------------------------- | ------------------------------------------------ |
| 2000年（平成12年）11月13日 | 小出義雄                         | オリンピックの女子マラソン大会において3年連続メダル獲得の指導実績                | 佐倉市出身及び在住                               |
| 2002年（平成14年）7月8日   | 明神智和                         | 2002 FIFAワールドカップで初の決勝リーグ進出の戦績                                | 小金高等学校卒業及び柏レイソル                   |
| 2004年（平成16年）10月21日 | 加納實                           | 2004年アテネオリンピックの体操競技男子監督として、男子団体金メダル獲得の指導実績 | 順天堂大学在勤                                   |
| 2004年（平成16年）10月21日 | 荒井のり子                       | パラリンピックにおいて3大会連続メダル獲得の功績                                  | 銚子養護学校卒業及び飯岡町在住                   |
| 2005年（平成17年）11月20日 | ロバート・ジョン・バレンタイン   | 千葉ロッテマリーンズの監督として2005年日本プロ野球三冠獲得の指導実績             | 県内の球団                                       |
| 2008年（平成20年）11月12日 | 国枝慎吾                         | パラリンピックにおいて2大会連続メダル獲得の功績                                  | 柏市出身及び在住、在勤                           |
| 2008年（平成20年）11月19日 | 齋田悟司                         | パラリンピックにおいて2大会連続メダル獲得の功績                                  | 柏市在住及び在勤                                 |
| 2010年（平成22年）9月10日  | 阿部勇樹                         | 2010 FIFA ワールドカップ 南アフリカ大会でベスト16の戦績                          | 市川市出身及び市原ユース、ジェフユナイテッド市原 |
| 2010年（平成22年）9月16日  | 田中マルクス闘莉王               | 2010 FIFA ワールドカップ 南アフリカ大会でベスト16の戦績                          | 渋谷教育学園幕張高等学校卒業                     |
| 2010年（平成22年）9月16日  | 玉田圭司                         | 2010 FIFA ワールドカップ 南アフリカ大会でベスト16の戦績                          | 浦安市出身及び習志野高等学校卒業、柏レイソル     |
| 2010年（平成22年）11月21日 | 千葉ロッテマリーンズ             | 2010年の日本シリーズで優勝                                                       | 県内の球団                                       |
| 2012年（平成24年）10月16日 | 宮間あや                         | 2012年ロンドンオリンピックにて銀メダルを獲得                                     | 大網白里町出身及び幕張総合高等学校卒業           |
| 2012年（平成24年）10月16日 | 室伏広治                         | オリンピックにおいて2度のメダル獲得の功績                                        | 成田高等学校卒業                                 |
| 2012年（平成24年）11月21日 | 国枝慎吾                         | パラリンピックにおいて3大会連続メダル獲得の功績                                  | 柏市出身及び在住                                 |
| 2016年（平成28年）10月17日 | 国枝慎吾                         | パラリンピックにおいて4大会連続メダル獲得の功績                                  | 柏市出身及び在住                                 |
| 2016年（平成28年）10月17日 | 齋田悟司                         | パラリンピック3大会において3度目のメダル獲得の功績                               | 柏市在住                                         |
| 2021年（令和3年）1月21日   | ピーター・ラピース・ラブスカフニ | ラグビーワールドカップ2019で決勝トーナメント初進出の功績                         | クボタスピアーズ（船橋市）に所属                 |
| 2021年（令和3年）11月13日  | 峰幸代                           | オリンピックにおいて2度のメダル獲得の功績                                        | 木更津総合高等学校卒業                           |
| 2021年（令和3年）11月13日  | 国枝慎吾                         | パラリンピックにおいて5大会連続メダル獲得の功績                                  | 柏市出身及び在住                                 |
| 2024年（令和6年）10月21日  | 橋本大輝                         | オリンピックにおいて2大会連続メダル獲得の功績                                    | 成田市出身                                       |
| 2024年（令和6年）10月21日  | 須﨑優衣                         | オリンピックにおいて2大会連続メダル獲得の功績                                    | 松戸市出身                                       |
| 2024年（令和6年）10月21日  | 鈴木孝幸                         | パラリンピックにおいて2大会連続メダル獲得の功績                                  | 千葉県在住                                       |
| 2024年（令和6年）10月21日  | 里見紗李奈                       | パラリンピックにおいて2大会連続メダル獲得の功績                                  | 八街市出身                                       |